# Divo Fernandes D’Oliveira
Divo Fernandes D’Oliveira (Tubarão, 3 de janeiro de 1895 - ?,?) foi um militante na ditadura militar brasileira, taifeiro, marinheiro e integrante do Partido Comunista Brasileiro (PCB). A data do seu desaparecimento coincide com os anos de 1964 e 1965, mas nunca foi confirmada. Divo foi preso no Rio de Janeiro, transferido para o Presídio Lemos Brito e nunca mais visto. As circunstâncias da sua ausência se tornaram objeto investigativo na Comissão Nacional da Verdade.

## Biografia
Divo Fernandes D’Oliveira nasceu em 3 de janeiro de 1895, na cidade de Tubarão, Santa Catarina. Era filho de Thamasia Bernarda de Jesus, João Tomaz de Oliveira, casado com Nayde Medeiros e pai de Alba Valéria.
Ainda que trabalhasse de taifeiro, foi integrante do Partido Comunista Brasileiro (PCB) e caminhou no Comício Central do Brasil, onde João Goulart defendeu o desencadeamento das reformas de base.

Partido Comunista Brasileiro é um partido político brasileiro que se define como um partido de militantes e quadros revolucionários que se formam na luta de classes, na organização do proletariado e no estudo teórico das obras de Karl Marx e Friedrich Engels

Com o advento do golpe e o crescimento de tensões políticas, Divo foi preso no Rio de Janeiro e transferido para o Presídio Lemos Brito. Ele militava contra a o regime ditatorial, desapareceu na prisão e se tornou objeto investigativo na Comissão Nacional da Verdade.

## Prisão e desaparecimento
Divo Fernandes D’Oliveira morava em Criciúma e, por conta do seu trabalho de taifeiro, viajava muito. Na época do seu desaparecimento estava no Rio de Janeiro, local onde acabou sendo um dos primeiros presos políticos da ditadura.
É provável que Divo, sendo integrante do Partido Comunista Brasileiro (PCB), tenha se envolvido em algum caso de oposição ao regime dos militares. Apesar dos motivos serem desconhecidos, a prisão dele o levou ao Presídio Lemos Brito, no ano de 1964.
Ao saber da prisão de Divo, sua esposa - Nayde Medeiros - não conseguiu ir visitá-lo. Ela estava enfrentando dificuldades financeiras e só conseguiu ir para a capital carioca um ano depois, em 1965. Chegando no presídio, Nayde foi informada que seu marido havia desaparecido.
Sobre o desaparecimento, Nayde recebeu informações desencontradas. Enquanto alguns disseram que Divo Fernandes havia fugido, outros afirmaram que ele havia sido transferido para o Presídio Bangu I.
Inconformada com o sumiço, Nayde Medeiros procurou o marido em cadeias, hospitais e cemitérios, mas nunca o viu novamente. Ela morreu em maio de 1975, sem saber do paradeiro de Divo ou dos restos mortais dele.

### Investigação
Depois da morte de sua mãe, Alba Valéria começou a procurar pelo pai. Em 1989 foi para o Rio de Janeiro, até que uma funcionária da Secretária de Estado de Administração Penitenciária localizou uma pasta, número 21.426, onde havia o nome de Divo Fernandes. Na pasta, estavam alguns documentos pessoais e nada mais.
Segundo Jorge Feliciano, ex-integrante do Partido Comunista Brasileiro (PCB), e Amadeu Luz, atual dirigente do PCB em Santa Catarina, Divo deve ter sido morto no Presídio Lemos Brito.
Em sua investigação, a Comissão Nacional da Verdade considerou o desaparecimento de Divo Fernandes D’Oliveira uma ação planejada por agentes do Estado brasileiro e relacionado aos inúmeros casos de violência na ditadura militar.
Uma vez que seu paradeiro é desconhecido e os restos mortais nunca foram encontrados, o governo foi indicado como responsável no desaparecimento de Divo Fernandes D’Oliveira, de acordo com a Lei nº 9.140/95.
No ano de 1997, depois de provar que seu pai foi vítima do regime ditatorial brasileiro, Alba Valéria foi indenizada em R$100.000 (cem mil reais) pelo Estado.

## Homenagens
A memória de Divo Fernandes D’Oliveira foi homenageada em Criciúma, com uma rua que porta seu nome.